# 奥羽三楽郷
奥羽三楽郷（おううさんらくごう）とは東北地方の奥羽地域の温泉で、江戸時代よりその名を馳せていたとされる。
奥羽三名湯である鳴子温泉（宮城県）、秋保温泉（宮城県）、飯坂温泉（福島県）と少し趣が異なり、歓楽街の温泉地として位置づけられていたとされる。

## 概要
次の温泉を指す。
- かみのやま温泉（山形県上山市）[1]

　傷ついた鶴が湯浴びをして傷を癒している姿を肥前国杵島の僧である月秀和尚が発見。羽州街道の宿場町でもあり利用者が多く、歓楽街的な要素が強かった。塩化物泉。
- 東山温泉（福島県会津若松市）[2]

　行基が、八咫烏に導かれて温泉に浸かっている野猿を発見。江戸時代には会津藩の保養所として整備。温泉番付に記載。戊辰戦争（会津戦争）の際には新撰組副局長土方歳三が入湯したとされる。硫酸塩泉。
- 湯野浜温泉（山形県鶴岡市）[3]

　傷を負った亀が湯浴びをして日に日に傷が癒えるのを地元の漁師が発見。塩化物泉。